# Бенгтссон, Сюльве
Сюльве Бе́нгтссон (швед. Sylve Bengtsson; 2 июля 1930, Хальмстад — 30 апреля 2005, там же) — шведский футболист и футбольный тренер, играл на позиции нападающего. Бронзовый призёр летних Олимпийских игр 1952 года.

## Биография

### Клубная карьера
В 1947 году Бенгтссон присоединился к клубу «Хальмстад». Дебютировал за «Хальмстад» в лиге Аллсвенскан 25 октября 1947 года в матче с «Юргорденом» — «Хальмстад» проиграл со счётом 0:5. В своём дебютном сезоне он сыграл 9 матчей и забил 4 гола.
В 1950 году перешёл в «Хельсингборг», за который отыграл два сезона. В 1952 году вернулся в «Хальмстад», за который отыграл восемь сезонов, став одним из ключевых игроков в нападении. В сезоне 1955/56 Бенгтссон стал лучшим бомбардиром лиги Аллсвенскан с 22 забитыми мячами. В 1961 году перешёл в «Гносё», за который отыграл три сезона. В 1964 году перешёл в «Хельсингборг», за который играл два сезона. В 1967 году работал играющим тренером «Хальмстада».

### Карьера в сборной
Дебютировал за сборную Швеции 3 сентября 1950 года в товарищеском матче со сборной Югославии — Швеция проиграла 1:2.
В составе олимпийской сборной принимал участие на олимпийском турнире, где был основным игроком и сыграл в 4 матчах турнира. В матче со сборной Норвегии забил гол, а сборная Швеции выиграла матч со счётом 4:1. По итогам турнира сборная Швеции завоевала бронзовые медали, обыграв в матче за бронзу сборную Германии со счётом 2:0. Всего за сборную Швеции сыграл 24 матча и забил 6 голов.

### Тренерская карьера
В 1967 и 1971 годах Бе́нгтссон работал тренером «Хальмстада», а также возглавлял «Лахольмс».

### Смерть
Скончался 30 апреля 2005 года в Хальмстаде в возрасте 74 лет.

## Достижения

### Командные
Швеция
- Бронзовый призёр Олимпийских игр (1): 1952

### Личные
- Лучший бомбардир Аллсвенскана (1) : 1955/56